# Chlorophthalmus acutifrons
Chlorophthalmus acutifrons es una especie de pez del género Chlorophthalmus, familia Chlorophthalmidae. Fue descrita científicamente por Hiyama en 1940.
Se distribuye por el Pacífico Occidental: desde el sur de Japón hasta Filipinas. La longitud total (TL) es de 30 centímetros. Puede alcanzar los 950 metros de profundidad.
Está clasificada como una especie marina inofensiva para el ser humano.